# Province de Principe

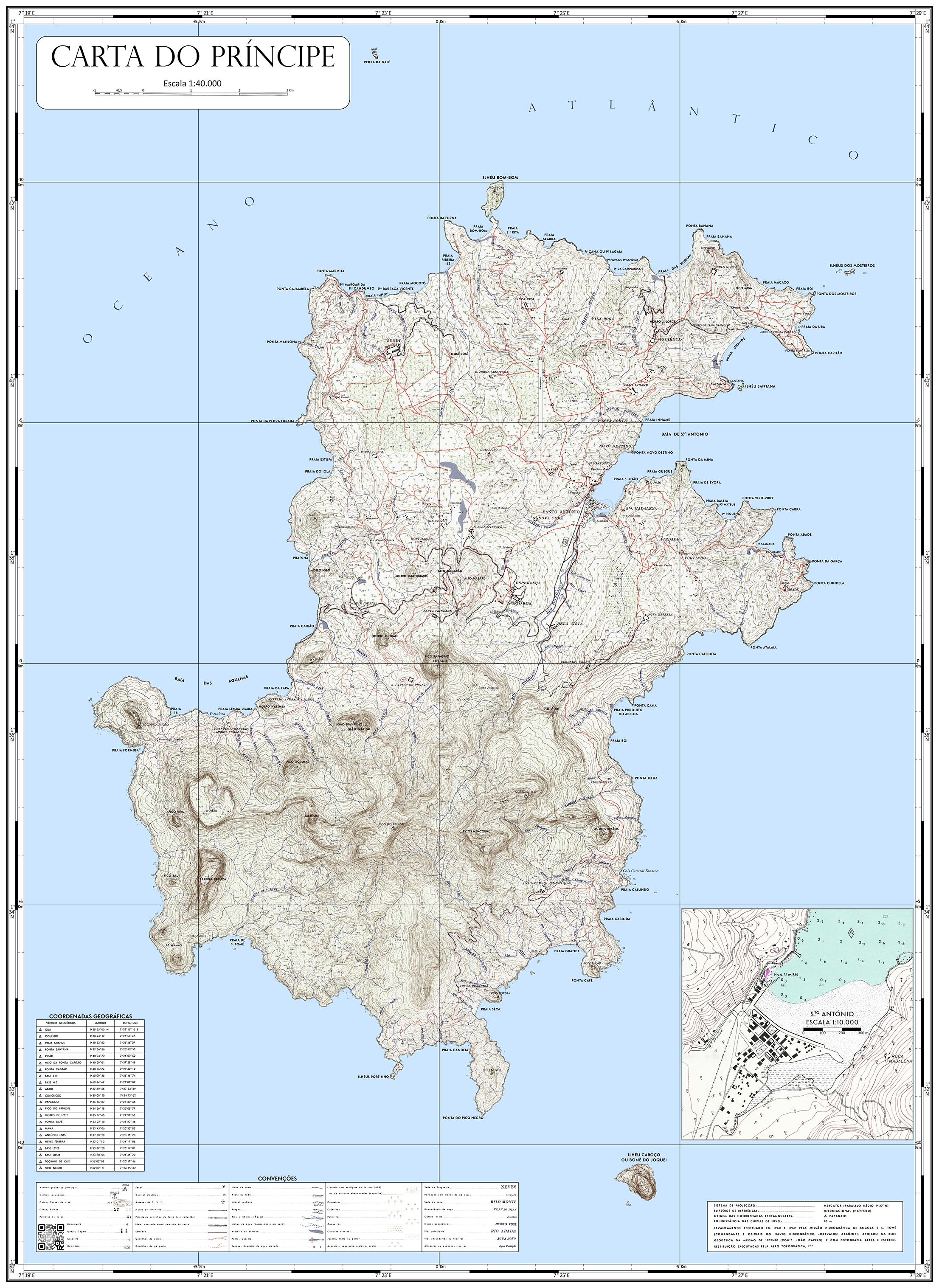
Carte au 1:40 000 de Príncipe.

La région autonome de Principe (Região Autónoma do Príncipe) est une des deux provinces de Sao Tomé-et-Principe. Beaucoup plus petite (environ 142 km2) et bien moins peuplée (quelque 5 400 habitants) que la province de Sao Tomé, sa capitale est Santo António. Elle ne compte qu'un seul district, le district de Pagué, et constitue un territoire auto-gouverné, dont le président est Filipe Nascimento depuis 2020.